# Makat (ort i Kazakstan)
Мақат (svensk transkribering: Maqat, ryska: Макат) är en ort i Kazakstan.   Den ligger i oblystet Atyrau, i den västra delen av landet, 1 400 km väster om huvudstaden Astana. Antalet invånare är 14 082.
Terrängen runt Maqat är mycket platt. Runt Maqat är det mycket glesbefolkat, med 2 invånare per kvadratkilometer. Det finns inga andra samhällen i närheten. Trakten runt Maqat består i huvudsak av gräsmarker.